# NGC 4194
NGC 4194 este o galaxie neregulată situată în constelația Ursa Mare. A fost descoperită în 2 aprilie 1791 de către William Herschel. Se află la o distanță de 39,4 de megaparseci de Pământ.